# U-434 (tàu ngầm Đức)
U-434 là một tàu ngầm tấn công  Lớp Type VII thuộc phân lớp Type VIIC được Hải quân Đức Quốc Xã chế tạo trong Chiến tranh Thế giới thứ hai. Nhập biên chế năm 1941, nó chỉ thực hiện được một chuyến tuần tra duy nhất và không đánh chìm được mục tiêu nào trước khi bị các tàu khu trục hộ tống HMS Blankney và tàu khu trục HMS Stanley của Hải quân Hoàng gia Anh thả mìn sâu đánh chìm trong Đại Tây Dương về phía Tây Nam Bồ Đào Nha vào ngày 18 tháng 12, 1941.

## Thiết kế và chế tạo

### Thiết kế

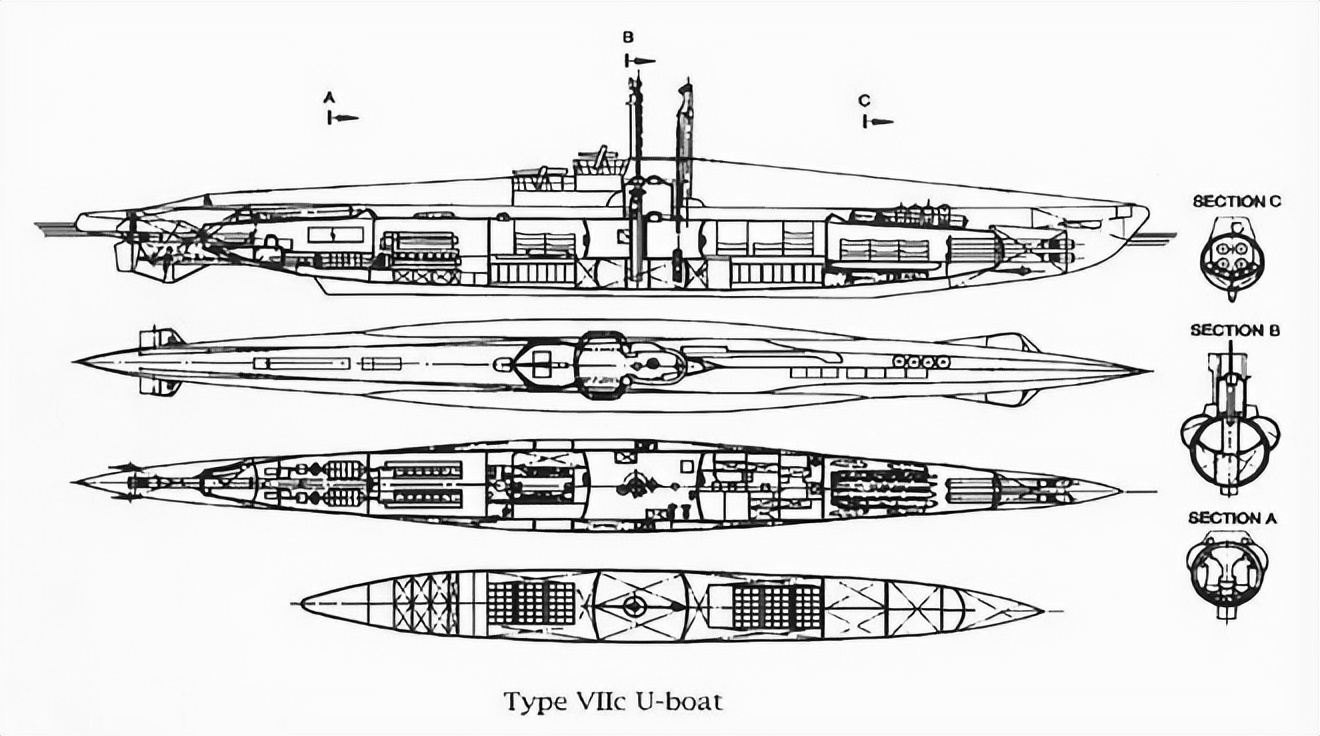
Sơ đồ các mặt cắt một tàu ngầm Type VIIC

Phân lớp VIIC của Tàu ngầm Type VII là một phiên bản VIIB được kéo dài thêm. Chúng có trọng lượng choán nước 769 t (757 tấn Anh) khi nổi và 871 t (857 tấn Anh) khi lặn). Con tàu có chiều dài chung 67,10 m (220 ft 2 in), lớp vỏ trong chịu áp lực dài 50,50 m (165 ft 8 in), mạn tàu rộng 6,20 m (20 ft 4 in), chiều cao 9,60 m (31 ft 6 in) và mớn nước 4,74 m (15 ft 7 in).
Chúng trang bị hai động cơ diesel Germaniawerft F46 siêu tăng áp 6-xy lanh 4 thì, tổng công suất 2.800–3.200 PS (2.100–2.400 kW; 2.800–3.200 bhp), dẫn động hai trục chân vịt đường kính 1,23 m (4,0 ft), cho phép đạt tốc độ tối đa 17,7 kn (32,8 km/h), và tầm hoạt động tối đa 8.500 nmi (15.700 km) khi đi tốc độ đường trường 10 kn (19 km/h). Khi đi ngầm dưới nước, chúng sử dụng hai động cơ/máy phát điện Garbe, Lahmeyer & Co. RP 137/c  tổng công suất 750 PS (550 kW; 740 shp). Tốc độ tối đa khi lặn là 7,6 kn (14,1 km/h), và tầm hoạt động 80 nmi (150 km) ở tốc độ 4 kn (7,4 km/h). Con tàu có khả năng lặn sâu đến 230 m (750 ft).
Vũ khí trang bị có năm ống phóng ngư lôi 53,3 cm (21 in), bao gồm bốn ống trước mũi và một ống phía đuôi, và mang theo tổng cộng 14 quả ngư lôi, hoặc tối đa 22 quả thủy lôi TMA, hoặc 33 quả TMB. Tàu ngầm Type VIIC bố trí một hải pháo 8,8 cm SK C/35 cùng một pháo phòng không 2 cm (0,79 in) trên boong tàu. Thủy thủ đoàn bao gồm 4 sĩ quan và 40-56 thủy thủ.

### Chế tạo
U-434 được đặt hàng vào ngày 23 tháng 9, 1941, và được đặt lườn tại xưởng tàu Schichau-Werke ở Danzig (nay là Gdańsk thuộc Ba Lan) vào ngày 20 tháng 1, 1940. Nó được hạ thủy vào ngày 15 tháng 3, 1941, và nhập biên chế cùng Hải quân Đức Quốc Xã vào ngày 21 tháng 6, 1941 dưới quyền chỉ huy của Hạm trưởng, Đại úy Hải quân Wolfgang Heyda.

## Lịch sử hoạt động
Sau khi di chuyển từ cảng Kiel, Đức đến cảng Frederickshavn, Đan Mạch và Kristiansand, Na Uy vào cuối tháng 10, 1941, U-434 xuất phát từ cảng Kristiansand vào ngày 2 tháng 11 cho chuyến tuần tra duy nhất trong chiến tranh. Nó băng qua khe GI-UK giữa quần đảo Faroe và Iceland để vòng qua quần đảo Anh và hoạt động tại khu vực giữa Bắc Đại Tây Dương. Đến ngày 2 tháng 11, tại lối ra vào phía Tây của eo biển Gibraltar về phía Tây Nam Bồ Đào Nha, các tàu khu trục hộ tống HMS Blankney và tàu khu trục HMS Stanley của Hải quân Hoàng gia Anh đã thả mìn sâu đánh chìm U-434 tại tọa độ 36°15′B 15°48′T / 36,25°B 15,8°T. Hai thành viên thủy thủ đoàn của U-433 đã tử trận, và có 42 người sống sót được cứu vớt và bị bắt làm tù binh chiến tranh.

### "Bầy sói" tham gia
U-434 từng tham gia hai bầy sói:
- Steuben (14 tháng 11 – 1 tháng 12, 1941)
- Seeräuber (15 – 18 tháng 12, 1941)